# 静岡県道39号掛川川根線
静岡県道39号掛川川根線（しずおかけんどう39ごう かけがわかわねせん）は、静岡県掛川市から島田市に至る県道（主要地方道）である。

## 概要

### 路線データ
- 起点 : 静岡県掛川市北門（北門交差点、静岡県道415号日坂沢田線交点）
- 終点 : 静岡県島田市川根町家山（静岡県道63号藤枝天竜線交点）

## 歴史
- 1993年（平成5年）5月11日 - 建設省から、県道掛川川根線が掛川川根線として主要地方道に指定される[1]。

## 地理

### 通過する自治体
- 掛川市
- 島田市

### 交差する道路
- 静岡県道254号掛川停車場線・静岡県道415号日坂沢田線（掛川市北門・北門交差点、起点）
- 国道1号 掛川バイパス 掛川市西郷インターチェンジ下り線（掛川市上西郷・西郷I.C.南交差点）
- 国道1号 掛川バイパス 掛川市西郷インターチェンジ上り線（掛川市上西郷・西郷I.C.北交差点）
- 静岡県道270号方の橋薗ケ谷線（掛川市上西郷・上西郷交差点）
- 静岡県道81号焼津森線（掛川市上西郷・石畑交差点）
- 静岡県道269号大和田森線（掛川市丹間）
未供用区間あり
- 静岡県道63号藤枝天竜線（島田市川根町家山、終点）